# Stadtbredimus
Stadtbredimus é uma comuna do Luxemburgo, pertence ao distrito de Grevenmacher e ao cantão de Remich.

## Demografia
Dados do censo de 15 de fevereiro de 2001:
- população total: 1.249
  - homens: 623
  - mulheres: 626
- densidade: 122,81 hab./km²
- distribuição por nacionalidade:

| Nacionalidade  | População | %      |
| -------------- | --------- | ------ |
| luxemburgueses | 874       | 69,98% |
| estrangeiros   | 375       | 30,02% |
| - portugueses  | 142       | 11,37% |
| - franceses    | 37        | 2,96%  |
| - italianos    | 10        | 0,80%  |
| - belgas       | 44        | 3,52%  |
| - alemães      | 52        | 4,16%  |
| - iuguslavos   | 6         | 0,48%  |
| - outros       | 84        | 6,73%  |

- Crescimento populacional:

| Ano        | População |
| ---------- | --------- |
| 15/02/2001 | 1.249     |
| 01/01/2002 | 1.236     |
| 01/01/2003 | 1.277     |
| 01/01/2004 | 1.264     |
| 01/01/2005 | 1.281     |